# Larrés
Larrés es una localidad española, perteneciente al municipio de Sabiñánigo, en el Alto Gállego, provincia de Huesca, Aragón.

## Situación
Larrés está a 912 metros de altitud, a orillas del río Aurín, a escasos 6 km de Sabiñánigo a cuyo municipio pertenece. 
Su población ronda los 70 habitantes, si bien a finales del siglo XIX rozó los 280. Vive del campo, aunque cada vez menos, del turismo y al amparo de la industria y los servicios de Sabiñánigo.
Su caserío es de calidad, la población está cuidada, con abundantes plantas y calles limpias y despejadas

## Historia
La referencia histórica más antigua de Larrés se remonta al año 1035, justo al comienzo del reinado de Ramiro I, cuando era "tenente" o "senior" del lugar Íñigo Garcés. Antes de finalizar el siglo XI, concretamente en 1088, hay constancia de que en las tierras larresanas y alrededores se asentaron lusitanos que huían de territorio musulmán. Este hecho está registrado documentalmente: 

Hec est carta de illos losetanos que exierunt de terra sarrazenorum, et avitaverunt in villa nomine Larrese [...] fecerunque illi losetania supranominati servi de sancto Martino, illi autem senior Enneco [...] mandabit illis dare terras et viñeas quam abebant in Borres villa.

Estos lusitanos buscaron refugio en el monasterio de San Martín de Cercito y se hicieron siervos de él, recibiendo a cambio heredades que cultivar y pagando un censo que consistía en un cahíz de trigo, otro de cebada, una medida de vino, treinta hogazas y un carnero.
En 1128 dos larresanos, llamados Sancho y Gil, ocupaban los cargos de clérigo y arcediano en la catedral de Huesca. Asimismo, en 1172 doña Urraca de Larrés era la priora del monasterio de Santa Cruz de la Serós.

### El castillo y su señorío
En 1299 se menciona en un documento la existencia de la “Torre de La Res”, sede de un señorío que poseía Larrés, Cartirana, Borrés, Barbenuta y la "pardina" (finca) de Buey, en las faldas de Güé. Este señorío había pertenecido a Ferrant Pérez de Pina hasta que en la fecha citada su hijo Ruy Ximénez de Ribas vendió el castillo y esos lugares a Martín Pérez de Arbea.
A comienzos del siglo XV entran en escena los Urriés, quienes heredan el castillo debido al matrimonio de don Fadrique de Urriés con doña Martina Pérez de Arbea. Es bastante probable que en esta centuria se remodelara y ampliara el castillo hasta adquirir el aspecto actual. Hasta finales del siglo XIX serán los Urriés los señores de estas tierras de Larrés, Borrés, Cartirana, Aurín e Ibort. Esta Urriés ejercerá su autoridad sobre los lugareños que debían pagarle las rentas impuestas, las más de las veces en extremo gravosas. 
La catedral de Jaca y el monasterio de San Juan de la Peña fueron también receptores de los abundantes censos que debían rendir las gentes de Larrés a instancias de sus señores, los Urriés.

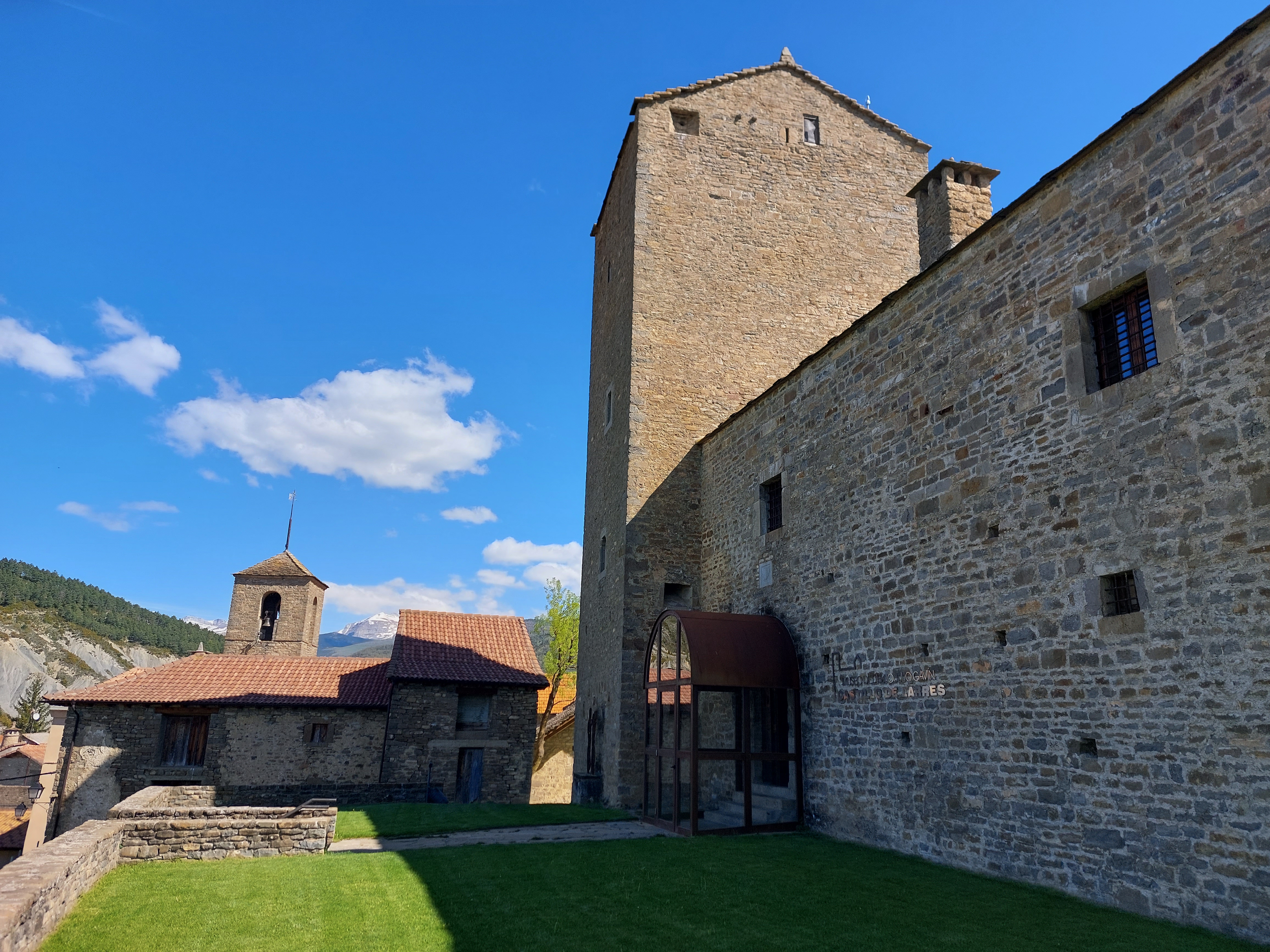
Castillo medieval, actual Museo de Dibujo

A partir de finales del siglo XVIII y comienzos del XIX comenzaron a desaparecer estas pesadas cargas de origen feudal no sin sufrir antes largos pleitos. Hasta qué punto llegaba el control sobre sus “vasallos” lo ilustra este documento parroquial de 1785: 

Las dos llaves de la puerta del granero del Monte de Piedad [de la parroquia] las deben llevar, una, el Excmo. Señor Marqués de Aierbe y Señor de Larrés y otra el Rector de dicho lugar, como Patronos que son de dicho Monte Pío”.

“Las dos llaves de la puerta del granero del Monte de Piedad las deben llevar una el Excmo. Señor Marqués de Aierbe y Señor de Larrés y, otra, el rector [párroco] de dicho lugar [de Larrés], como patronos que son de dicho Monte [de Piedad]”. El citado granero se ha habilitado como biblioteca y almacén del Museo de Dibujo 'Julio Gavín'.
A partir de la supresión de los señoríos y la puesta en marcha de las desamortizaciones a lo largo del siglo XIX, el castillo entró en decadencia y comenzó su abandono. En el paso del siglo XIX al XX el castillo de Larrés, ya en estado ruinoso, cambió de dueño. Lo compró el larresano Sixto Antonio Belío, residente en Jaca, al último señor de Larrés, Juan Nepomuceno Jordán de Urriés.
El 29 de diciembre de 1982 el castillo fue donado a la Asociación “Amigos de Serrablo” por los hermanos Castejón Royo, biznietos de Sixto Antonio Belío con el objeto de que fuera restaurado y habilitado como Museo de Dibujo, lo que se hizo realidad en 1986.

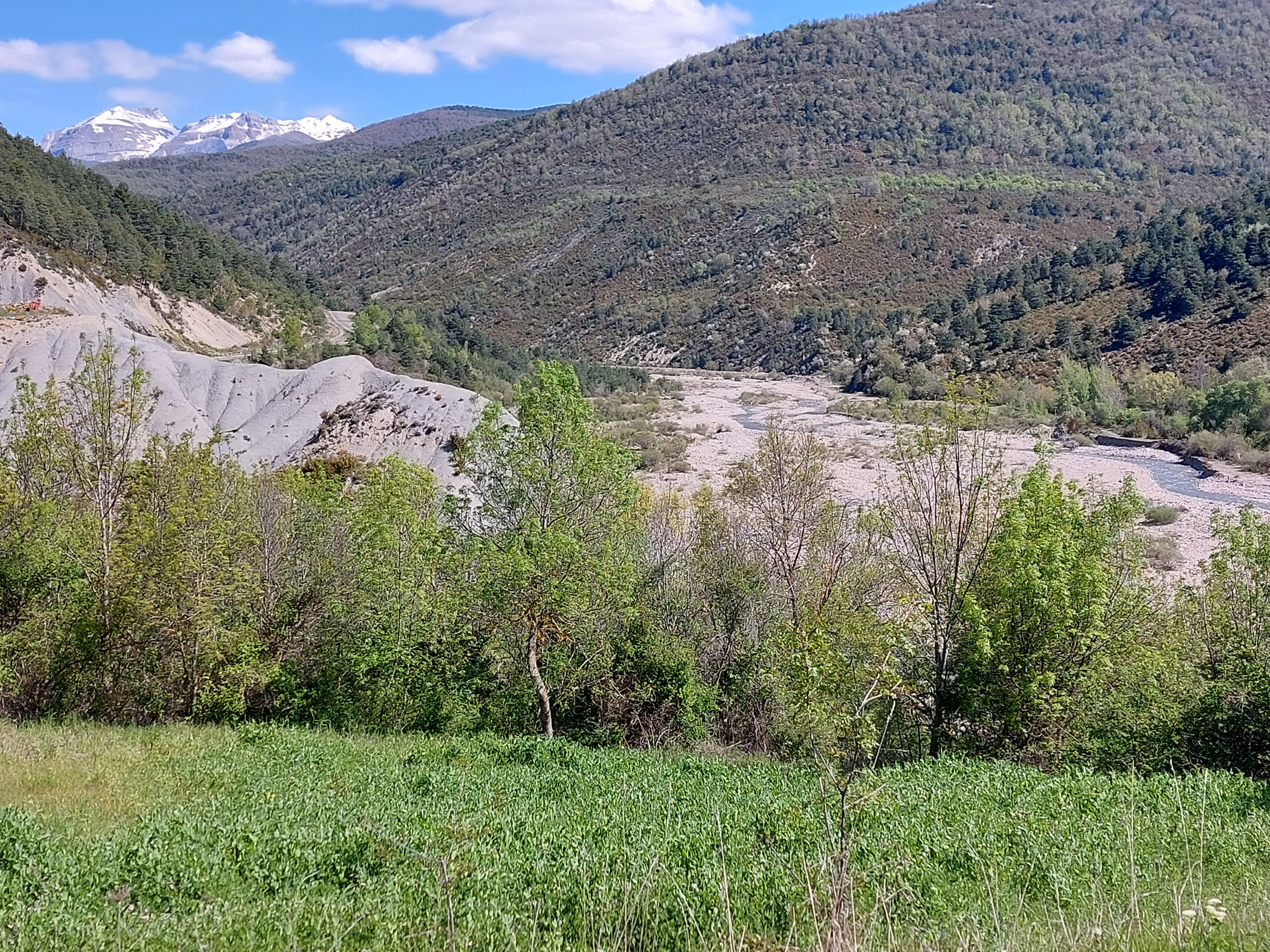
Cauce del río Arín al norte de Larrés

### Larrés a mediados delsigloXIX
El tomo X del Diccionario geográfico-estadístico-histórico de España y sus posesiones de Ultramar de Pascual Madoz ofrece esta visión de la localidad a mediados del siglo XIX:

Al pie de la sierra denominada Bue, está dividida por el río Aurín. Su clima es sano. Fórmanla 38 casas, inclusa la del ayuntamiento. Cárcel en el edificio llamado "palacio" [el castillo]. Una escuela de niños concurrida por 24 y dotada con 616 reales. Iglesia parroquial (la Natividad de la Virgen) servida por un cura párroco perpetuo que nombra el señor marqués de Ayerbe, cementerio contiguo a ella, y ambos a un extremo del pueblo; y una fuente para el surtido de los vecinos [...] Su terreno es de mediana calidad y rodeado hacia el norte por montes despoblados [...] Produce trigo y judías; cría ganado lanar y vacuno; caza de perdices y liebres; y pesca de truchas. Industria: dos molinos harineros y la [industria] agrícola. Comercio: la exportación de los granos que sobran y la importación de vino y aceite. Población: 11 vecinos, 68 almas según los datos oficiales y según los nuestros 200 [almas].

## Demografía
| Gráfica de evolución demográfica de Larres entre 1842 y 1930 |
| |
| Población de derecho según los censos de población del INE Población de hecho según los censos de población del INEEntre el censo de 1940 y el anterior, este municipio desaparece porque se integra en el municipio Cartirana |

| 161        | 269 | 284 | 269 | 280 | 253 | 235 | 205 | 74 | 98 | 70 |
| (Fuente: ) |     |     |     |     |     |     |     |    |    |    |

## Santiago Ramón y Cajal

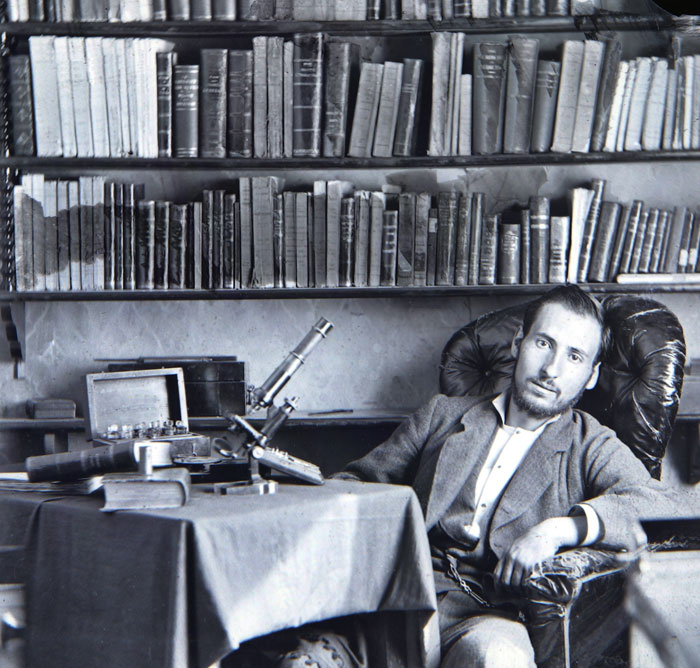
Santiago Ramón y Cajal en 1876

Los padres de Santiago Ramón y Cajal, Justo Ramón y Antonia Cajal, habían nacido en Larrés. Su padre, de familia humilde, al tener hermano mayor que se había de quedar con la propiedad de la tierra de la familia (mayorazgo), tuvo que dejar la localidad para emplearse como mancebo del cirujano de Javierrelatre. Posteriormente se hizo médico cirujano y ejerció en Petilla de Aragón, donde nació Santiago (1852); dos años más tarde pasó a ejercer su profesión en su pueblo natal lo que le permitió mostrar el progreso social que había alcanzado por sus propios medios (1854). Permaneció dos años y al final de ellos pasó a desempeñar su profesión en Valpalmas (1856). 
En sus "Memorias" Santiago Ramón y Cajal evoca su estancia en Larrés:

Mis primeros recuerdos, harto vagos e imprecisos, refiérense al lugar de Larrés, al cual se trasladó mi progenitor dos años después de mi nacimiento, halagado con la idea de ejercer su profesión en su pueblo natal, rodeado de amigos y parientes. Estas brumosas remembranzas tienen por escenario el taller de tejedor de mi abuelo materno, a quien, barajando hilos y lanzaderas, di hartas desazones. Porque al decir de mis parientes, era yo entonces un diablillo inquieto, voluntarioso e insoportable.

Santiago Ramón y Cajal recibió la enseñanza primaria en el colegio de los escolapios de Jaca, cursó el bachillerato en el instituto de Huesca, se licenció en Medicina en 1873 y obtuvo el doctorado en 1877. En 1906 obtuvo el premio Nobel de Medicina. 
Un cartel alusivo a su vida y recuerdos juveniles lo recuerda en el pueblo.

## Arte
- El castillo medieval es el edificio más importante de la localidad y está reconstruido con acierto.
- Museo de Dibujo Julio Gavín "Castillo de Larrés".
- En la iglesia parroquial, un edificio rehecho en diversas épocas y sin interés artístico, destaca el retablo mayor perteneciente al siglo XVI.

## Fiestas
- Fiestas patronales en honor a la Natividad de la Virgen Se celebran el primer fin de semana de septiembre.
- El "Güestival", organizado por el Centro Cultural de Larrés se celebra el primer fin de semana de agosto con espectáculos de  danza, música, teatro, cuentos y exposiciones.